# Thuyết Nhân vị

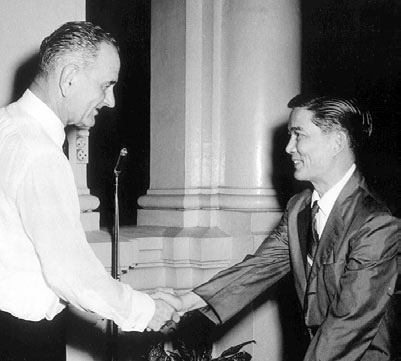
Tổng bí thư Ngô Đình Nhu đón tiếp Phó Tổng thống Mỹ Lyndon Johnson ở Dinh Gia Long, Sài Gòn, ngày 12 tháng 5 năm 1961

Thuyết Nhân vị là một học thuyết chính trị và hệ tư tưởng được đề xuất và phát triển như một hệ thống thuyết lý luận chủ nghĩa phức tạp từ nhiều nguồn tư tưởng và triết lý khác nhau do bản thân Ngô Đình Nhu, 1 phần lớn dựa trên các công trình nghiên cứu sâu rộng về các lý luận của triết gia Pháp Emmanuel Mounier kết hợp với các lý thuyết Nho giáo, rồi để áp dụng sáng tạo hợp tình hợp lý vào thực tiễn ở Việt Nam. Đây cũng là ý thức hệ chính thức của Đảng Cần lao Nhân vị do Ngô Đình Nhu làm Cố vấn, 1 đảng chính trị cũ (1954-1963) ở Việt Nam Cộng hòa (thời Đệ nhất Cộng hòa) tại miền Nam Việt Nam.

## Ý thức hệ

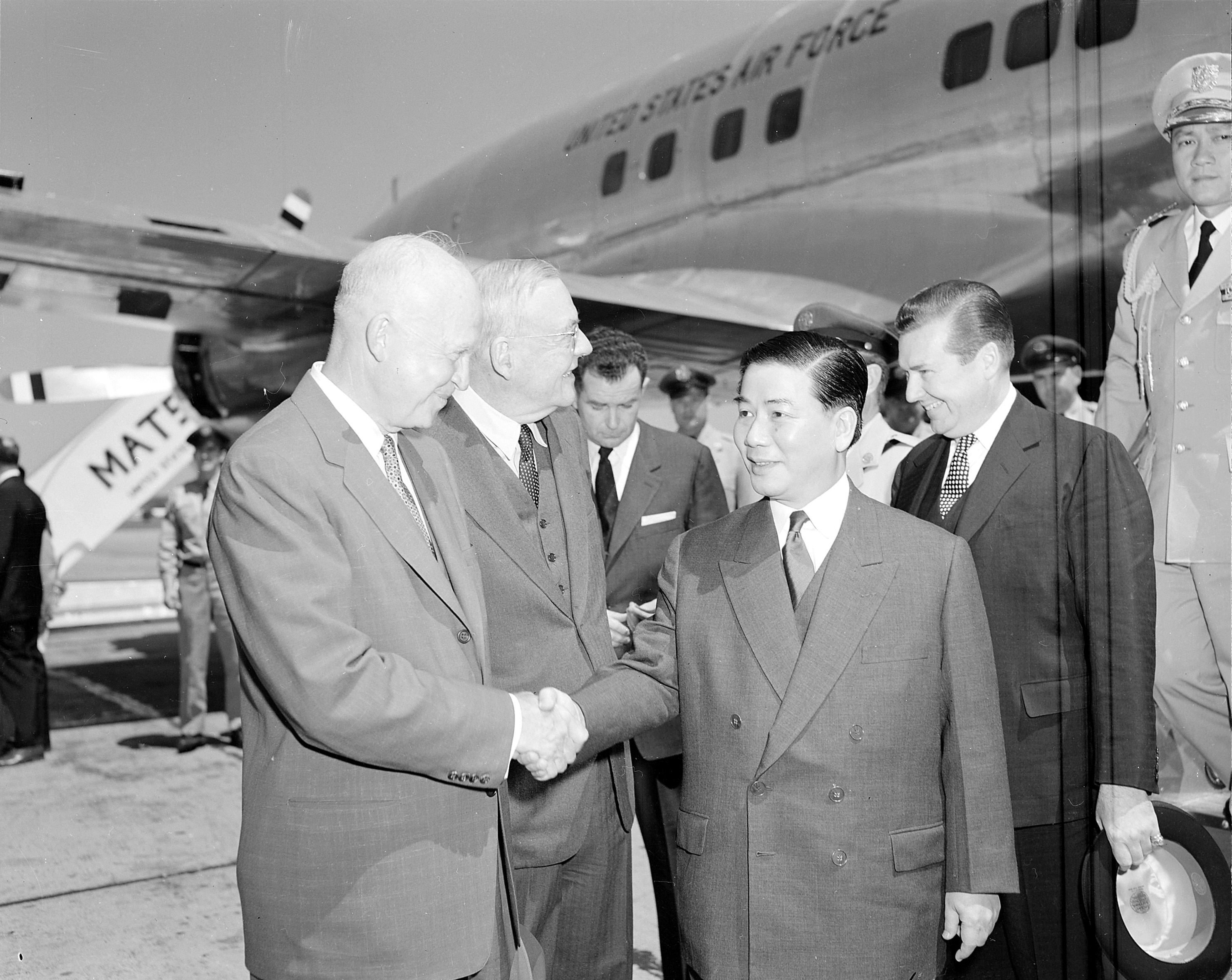
Tổng thống Mỹ Eisenhower đón tiếp Tổng thống Việt Nam Cộng hòa Ngô Đình Diệm (anh trai Ngô Đình Nhu) ở Sân bay Washington Dulles, ngày 8 tháng 5 năm 1957; ông Ngô Đình Diệm cũng là lãnh tụ của Đảng Cần lao Nhân vị

Hiệu kỳ Tiết trực tâm hư của Tổng thống Ngô Đình Diệm

Huy hiệu Tổng thống Đệ Nhất Cộng hòa

Dấu triện của Nha Tổng giám đốc xã hội trực thuộc Phủ Tổng thống Việt Nam Cộng hòa

Thuyết Nhân vị của Đảng được ông Ngô Đình Nhu đề xuất và diễn giải ra để làm ý thức hệ trung dung đúng đắn giữa chủ nghĩa tư bản (bao gồm chủ nghĩa cá nhân và kinh tế thị trường) và chủ nghĩa cộng sản (bao gồm chủ nghĩa tập thể và kinh tế kế hoạch), và lấy con người làm trung tâm chính giữa nhằm làm nền tảng xã hội nhân văn mà trong đó mang đậm những tinh thần dân tộc. Cụ thể thì căn cứ theo nhận xét của triết gia người Pháp Joseph Dusserre trong cuốn Les deux fronts thì trong xã hội tư bản chủ nghĩa, con người chỉ là mối tiêu thụ cần chiếu cố, còn xã hội cộng sản chủ nghĩa thì coi con người như công cụ sản xuất. Cả hai đều bất cập dựa trên chủ nghĩa triết học duy vật trong khi thuyết Nhân vị cho rằng con người có cả khung thể xác lẫn tâm linh nên có hẳn vị trí riêng. Ngoài nhu cầu tiêu thụ và khả năng sản xuất, con người ta có ý hướng thượng cao siêu tự nhiên nên cũng cần phải trung dung cả vật chất lẫn tâm linh.
Theo chủ nghĩa Nhân vị đó thì mục đích là đạt đến "Tam Nhân", gồm:
- Tương quan cá nhân và nội tại
- Cá nhân và cộng đồng
- Cá nhân và siêu nhiên

Nội tại là đào tạo bề sâu của con người gồm có tự do và trách nhiệm. Cộng đồng là phát triển bề rộng của con người gồm gia đình, xã hội, quốc gia-dân tộc,nhân loại, và thiên nhiên. Siêu nhiên là củng cố bề cao của con người về tín ngưỡng để đạt "Chân, Thiện, Mỹ".
Để đạt rõ mục đích "Tam Nhân" thì cần "Tam Giác" gồm cảnh giác về sức khỏe, cảnh giác về đạo đức và tác phong, và cảnh giác về trí tuệ. Từ "Tam Giác", phương thức thì là ta dùng "Tam Túc". "Tam Túc" gồm có tự túc về tư tưởng và ý thức hệ để suy luận tìm chính nghĩa, tự túc về công nghệ-kỹ thuật để khai thác khả năng, và tự túc về tổ chức để phát huy sáng kiến. Có chính nghĩa thì mới thu dụng được khả năng; có khả năng thì mới đóng góp sáng kiến để mà xây dựng và tổ chức. Phương trình là lấy "Tam Giác" làm nền, "Tam Túc" làm phương tiện hầu thực hiện "Tam Nhân". Vì lấy con người làm gốc nên chủ nghĩa này có tên là "Nhân vị".
Chủ thuyết của Đảng này chi phối nhiều chính sách và các đạo luật ban hành trong thời Đệ Nhất Cộng hòa Việt Nam. Đặc biệt đường lối phát triển kinh tế của Việt Nam Cộng hòa dưới sự lãnh đạo của Đảng Cần lao Nhân vị đi theo con đường thứ ba khi dung hòa chủ nghĩa cá nhân và chủ nghĩa tập thể. Hệ tư tưởng nhân vị là hệ tư tưởng pha trộn chủ nghĩa duy linh gắn với tôn giáo tín ngưỡng và chủ nghĩa cá nhân trên một số khía cạnh, nhưng tùy theo đường lối cụ thể và pha trộn với lý tưởng khác để phân thuộc cánh tả hay cánh hữu (cực tả đến cực hữu).

## Liên kết quốc tế
Thuyết Nhân vị đã lấy cảm hứng từ rất nhiều nhà lãnh đạo trên thế giới, chẳng hạn như Juan Perón của Argentina, Carlos Castillo Armas của Guatemala, Sukarno của Indonesia, António de Oliveira Salazar của Bồ Đào Nha, Norodom Sihanouk của Campuchia và Francisco Franco của Tây Ban Nha.